# NHL 올스타전

## 역대 올스타전
| 연도 | 날짜                                                                           | 결과                                                                                       | 경기장                                                                         | 관중수                                                                         | 개최팀                                                                         | 개최지                                                                         | MVP                                                                            | 소속팀                                                                         |
| ---- | ------------------------------------------------------------------------------ | ------------------------------------------------------------------------------------------ | ------------------------------------------------------------------------------ | ------------------------------------------------------------------------------ | ------------------------------------------------------------------------------ | ------------------------------------------------------------------------------ | ------------------------------------------------------------------------------ | ------------------------------------------------------------------------------ |
| 1947 | 10월 13일                                                                      | 올스타 4, 메이플리프스 3                                                                   | 메이플 리프 가든                                                               | 14,169                                                                         | 토론토 메이플리프스                                                            | 온타리오주 토론토                                                              | 빈칸                                                                           | 빈칸                                                                           |
| 1948 | 11월 3일                                                                       | 올스타 3, 메이플리프스 1                                                                   | 시카고 스타디움                                                                | 15,681                                                                         | 시카고 블랙 호크스                                                             | 일리노이주 시카고                                                              | 빈칸                                                                           | 빈칸                                                                           |
| 1949 | 10월 10일                                                                      | 올스타 3, 메이플리프스 1                                                                   | 메이플 리프 가든                                                               | 13,541                                                                         | 토론토 메이플리프스                                                            | 온타리오주 토론토                                                              | 빈칸                                                                           | 빈칸                                                                           |
| 1950 | 10월 8일                                                                       | 레드윙스 7, 올스타 1                                                                       | 디트로이트 올림피아                                                            | 9,166                                                                          | 디트로이트 레드윙스                                                            | 미시간주 디트로이트                                                            | 빈칸                                                                           | 빈칸                                                                           |
| 1951 | 10월 9일                                                                       | 팀 #1 2, 팀 #2 2                                                                           | 메이플 리프 가든                                                               | 11,469                                                                         | 토론토 메이플리프스                                                            | 온타리오주 토론토                                                              | 빈칸                                                                           | 빈칸                                                                           |
| 1952 | 10월 5일                                                                       | 팀 #1 1, 팀 #2 1                                                                           | 디트로이트 올림피아                                                            | 10,680                                                                         | 디트로이트 레드윙스                                                            | 미시간주 디트로이트                                                            | 빈칸                                                                           | 빈칸                                                                           |
| 1953 | 10월 3일                                                                       | 올스타 3, 커네이디언스 1                                                                   | 몬트리올 포럼                                                                  | 14,153                                                                         | 카나디앵 드 몽레알                                                             | 퀘벡주 몬트리올                                                                | 빈칸                                                                           | 빈칸                                                                           |
| 1954 | 10월 2일                                                                       | 올스타 2, 레드윙스 2                                                                       | 디트로이트 올림피아                                                            | 10,689                                                                         | 디트로이트 레드윙스                                                            | 미시간주 디트로이트                                                            | 빈칸                                                                           | 빈칸                                                                           |
| 1955 | 10월 2일                                                                       | 레드윙스 3, 올스타 1                                                                       | 디트로이트 올림피아                                                            | 10,111                                                                         | 디트로이트 레드윙스                                                            | 미시간주 디트로이트                                                            | 빈칸                                                                           | 빈칸                                                                           |
| 1956 | 10월 9일                                                                       | 올스타 1, 커네이디언스 1                                                                   | 몬트리올 포럼                                                                  | 13,095                                                                         | 카나디앵 드 몽레알                                                             | 퀘벡주 몬트리올                                                                | 빈칸                                                                           | 빈칸                                                                           |
| 1957 | 10월 5일                                                                       | 올스타 5, 커네이디언스 3                                                                   | 몬트리올 포럼                                                                  | 13,095                                                                         | 카나디앵 드 몽레알                                                             | 퀘벡주 몬트리올                                                                | 빈칸                                                                           | 빈칸                                                                           |
| 1958 | 10월 4일                                                                       | 커네이디언스 6, 올스타 3                                                                   | 몬트리올 포럼                                                                  | 13,989                                                                         | 카나디앵 드 몽레알                                                             | 퀘벡주 몬트리올                                                                | 빈칸                                                                           | 빈칸                                                                           |
| 1959 | 10월 3일                                                                       | 커네이디언스 6, 올스타 1                                                                   | 몬트리올 포럼                                                                  | 13,818                                                                         | 카나디앵 드 몽레알                                                             | 퀘벡주 몬트리올                                                                | 빈칸                                                                           | 빈칸                                                                           |
| 1960 | 10월 1일                                                                       | 올스타 2, 커네이디언스 1                                                                   | 몬트리올 포럼                                                                  | 13,949                                                                         | 카나디앵 드 몽레알                                                             | 퀘벡주 몬트리올                                                                | 빈칸                                                                           | 빈칸                                                                           |
| 1961 | 10월 7일                                                                       | 올스타 3, 블랙 호크스 1                                                                    | 시카고 스타디움                                                                | 14,534                                                                         | 시카고 블랙 호크스                                                             | 일리노이주 시카고                                                              | 빈칸                                                                           | 빈칸                                                                           |
| 1962 | 10월 6일                                                                       | 메이플리프스 4, 올스타 1                                                                   | 메이플 리프 가든                                                               | 14,197                                                                         | 토론토 메이플리프스                                                            | 온타리오주 토론토                                                              | 에디 쉑                                                                        | 토론토 메이플리프스                                                            |
| 1963 | 10월 5일                                                                       | 올스타 3, 메이플리프스 3                                                                   | 메이플 리프 가든                                                               | 14,003                                                                         | 토론토 메이플리프스                                                            | 온타리오주 토론토                                                              | 프랭크 마호블리치                                                              | 토론토 메이플리프스                                                            |
| 1964 | 10월 10일                                                                      | 올스타 3, 메이플리프스 2                                                                   | 메이플 리프 가든                                                               | 14,232                                                                         | 토론토 메이플리프스                                                            | 온타리오주 토론토                                                              | 장 벨리보                                                                      | 카나디앵 드 몽레알                                                             |
| 1965 | 10월 20일                                                                      | 올스타 5, 커네이디언스 2                                                                   | 몬트리올 포럼                                                                  | 14,284                                                                         | 카나디앵 드 몽레알                                                             | 퀘벡주 몬트리올                                                                | 고디 하우                                                                      | 디트로이트 레드윙스                                                            |
| 1966 | 미개최                                                                         | 미개최                                                                                     | 미개최                                                                         | 미개최                                                                         | 미개최                                                                         | 미개최                                                                         | 미개최                                                                         | 미개최                                                                         |
| 1967 | 1월 18일                                                                       | 커네이디언스 3, 올스타 0                                                                   | 몬트리올 포럼                                                                  | 15,753                                                                         | 카나디앵 드 몽레알                                                             | 퀘벡주 몬트리올                                                                | 앙리 리샤                                                                      | 카나디앵 드 몽레알                                                             |
| 1968 | 1월 16일                                                                       | 메이플리프스 4, 올스타 3                                                                   | 메이플 리프 가든                                                               | 15,753                                                                         | 토론토 메이플리프스                                                            | 온타리오주 토론토                                                              | 브루스 갬블                                                                    | 토론토 메이플리프스                                                            |
| 1969 | 1월 21일                                                                       | 동부 3, 서부 3                                                                             | 몬트리올 포럼                                                                  | 16,260                                                                         | 카나디앵 드 몽레알                                                             | 퀘벡주 몬트리올                                                                | 프랭크 마호블리치                                                              | 토론토 메이플리프스                                                            |
| 1970 | 1월 20일                                                                       | 동부 4, 서부 1                                                                             | 세인트루이스 아레나                                                            | 15,423                                                                         | 세인트루이스 블루스                                                            | 미주리주 세인트루이스                                                          | 바비 훌                                                                        | 시카고 블랙 호크스                                                             |
| 1971 | 1월 19일                                                                       | 서부 2, 동부 1                                                                             | 보스턴 가든                                                                    | 14,790                                                                         | 보스턴 브루인스                                                                | 매사추세츠주 보스턴                                                            | 바비 훌                                                                        | 시카고 블랙 호크스                                                             |
| 1972 | 1월 25일                                                                       | 동부 3, 서부 2                                                                             | 멧 센터                                                                        | 15,423                                                                         | 미네소타 노스 스타스                                                           | 미네소타주 블루밍턴                                                            | 바비 오어                                                                      | 보스턴 브루인스                                                                |
| 1973 | 1월 30일                                                                       | 동부 5, 서부 4                                                                             | 매디슨 스퀘어 가든                                                             | 16,986                                                                         | 뉴욕 레인저스                                                                  | 뉴욕주 뉴욕                                                                    | 그렉 폴리스                                                                    | 피츠버그 펭귄스                                                                |
| 1974 | 1월 29일                                                                       | 서부 6, 동부 4                                                                             | 시카고 스타디움                                                                | 16,986                                                                         | 시카고 블랙 호크스                                                             | 일리노이주 시카고                                                              | 게리 웅거                                                                      | 세인트루이스 블루스                                                            |
| 1975 | 1월 21일                                                                       | 웨일스 7, 캠벨 1                                                                           | 몬트리올 포럼                                                                  | 16,080                                                                         | 카나디앵 드 몽레알                                                             | 퀘벡주 몬트리올                                                                | 살리 앱스 주니어                                                               | 피츠버그 펭귄스                                                                |
| 1976 | 1월 20일                                                                       | 웨일스 7, 캠벨 5                                                                           | 스펙트럼                                                                       | 16,436                                                                         | 필라델피아 플라이어스                                                          | 펜실베이니아주 필라델피아                                                      | 피터 마호블리치                                                                | 카나디앵 드 몽레알                                                             |
| 1977 | 1월 25일                                                                       | 웨일스 4, 캠벨 3                                                                           | 퍼시픽 콜리시엄                                                                | 15,607                                                                         | 밴쿠버 캐넉스                                                                  | 브리티시컬럼비아주 밴쿠버                                                      | 릭 마틴                                                                        | 버펄로 세이버스                                                                |
| 1978 | 1월 24일                                                                       | 웨일스 3, 캠벨 2 (OT)                                                                      | 버펄로 메모리얼 오디토리움                                                     | 16,433                                                                         | 버펄로 세이버스                                                                | 뉴욕주 버펄로                                                                  | 빌리 스미스                                                                    | 뉴욕 아일런더스                                                                |
| 1979 | 챌린지 컵(NHL 올스타와 소련 아이스하키 국가대표팀 경기하는 대회임.)으로 미개최 | 챌린지 컵(NHL 올스타와 소련 아이스하키 국가대표팀 경기하는 대회임.)으로 미개최             | 챌린지 컵(NHL 올스타와 소련 아이스하키 국가대표팀 경기하는 대회임.)으로 미개최 | 챌린지 컵(NHL 올스타와 소련 아이스하키 국가대표팀 경기하는 대회임.)으로 미개최 | 챌린지 컵(NHL 올스타와 소련 아이스하키 국가대표팀 경기하는 대회임.)으로 미개최 | 챌린지 컵(NHL 올스타와 소련 아이스하키 국가대표팀 경기하는 대회임.)으로 미개최 | 챌린지 컵(NHL 올스타와 소련 아이스하키 국가대표팀 경기하는 대회임.)으로 미개최 | 챌린지 컵(NHL 올스타와 소련 아이스하키 국가대표팀 경기하는 대회임.)으로 미개최 |
| 1980 | 2월 5일                                                                        | 웨일스 6, 캠벨 3                                                                           | 조 루이스 아레나                                                               | 21,002                                                                         | 디트로이트 레드윙스                                                            | 미시간주 디트로이트                                                            | 레지 리치                                                                      | 필라델피아 플라이어스                                                          |
| 1981 | 2월 10일                                                                       | 캠벨 4, 웨일스 1                                                                           | 더 포럼                                                                        | 15,761                                                                         | 로스앤젤레스 킹스                                                              | 캘리포니아주 잉글우드                                                          | 마이크 리웃                                                                    | 세인트루이스 블루스                                                            |
| 1982 | 2월 9일                                                                        | 웨일스 4, 캠벨 2                                                                           | 캐피털 센터                                                                    | 18,130                                                                         | 워싱턴 캐피털스                                                                | 메릴랜드주 랜도버                                                              | 마이크 보시                                                                    | 뉴욕 아일런더스                                                                |
| 1983 | 2월 8일                                                                        | 캠벨 9, 웨일스 3                                                                           | 나소 베터런스 메모리얼 콜리시엄                                                | 15,230                                                                         | 뉴욕 아일런더스                                                                | 뉴욕주 유니언데일                                                              | 웨인 그레츠키                                                                  | 에드먼턴 오일러스                                                              |
| 1984 | 1월 31일                                                                       | 웨일스 7, 캠벨 6                                                                           | 브렌던 번 아레나                                                               | 18,939                                                                         | 뉴저지 데블스                                                                  | 뉴저지주 이스트러더퍼드                                                        | 돈 말로니                                                                      | 뉴욕 레인저스                                                                  |
| 1985 | 2월 12일                                                                       | 웨일스 6, 캠벨 4                                                                           | 올림픽 새들돔                                                                  | 16,825                                                                         | 캘거리 플레임스                                                                | 앨버타주 캘거리                                                                | 마리오 르미외                                                                  | 피츠버그 펭귄스                                                                |
| 1986 | 2월 4일                                                                        | 웨일스 4, 캠벨 3 (OT)                                                                      | 하트포드 시빅 센터                                                             | 15,126                                                                         | 하트포드 훼일러즈                                                              | 코네티컷주 하트퍼드                                                            | 그랜드 퍼                                                                      | 에드먼턴 오일러스                                                              |
| 1987 | 랑데뷰 87(NHL 올스타와 소련 아이스하키 국가대표팀 경기하는 대회임.)로 미개최   | 랑데뷰 87(NHL 올스타와 소련 아이스하키 국가대표팀 경기하는 대회임.)로 미개최               | 랑데뷰 87(NHL 올스타와 소련 아이스하키 국가대표팀 경기하는 대회임.)로 미개최   | 랑데뷰 87(NHL 올스타와 소련 아이스하키 국가대표팀 경기하는 대회임.)로 미개최   | 랑데뷰 87(NHL 올스타와 소련 아이스하키 국가대표팀 경기하는 대회임.)로 미개최   | 랑데뷰 87(NHL 올스타와 소련 아이스하키 국가대표팀 경기하는 대회임.)로 미개최   | 랑데뷰 87(NHL 올스타와 소련 아이스하키 국가대표팀 경기하는 대회임.)로 미개최   | 랑데뷰 87(NHL 올스타와 소련 아이스하키 국가대표팀 경기하는 대회임.)로 미개최   |
| 1988 | 2월 9일                                                                        | 웨일스 6, 캠벨 5 (OT)                                                                      | 세인트루이스 아레나                                                            | 17,878                                                                         | 세인트루이스 블루스                                                            | 미주리주 세인트루이스                                                          | 마리오 르미외                                                                  | 피츠버그 펭귄스                                                                |
| 1989 | 2월 7일                                                                        | 캠벨 9, 웨일스 5                                                                           | 노스랜즈 콜리시엄                                                              | 17,503                                                                         | 에드먼턴 오일러스                                                              | 앨버타주 에드먼턴                                                              | 웨인 그레츠키                                                                  | 로스앤젤레스 킹스                                                              |
| 1990 | 1월 21일                                                                       | 웨일스 12, 캠벨 7                                                                          | 시빅 아레나                                                                    | 17,503                                                                         | 피츠버그 펭귄스                                                                | 펜실베이니아주 피츠버그                                                        | 마리오 르미외                                                                  | 피츠버그 펭귄스                                                                |
| 1991 | 1월 19일                                                                       | 캠벨 11, 웨일스 5                                                                          | 시카고 스타디움                                                                | 18,472                                                                         | 시카고 블랙호크스                                                              | 일리노이주 시카고                                                              | 빈센트 뎀프우스                                                                | 토론토 메이플리프스                                                            |
| 1992 | 1월 18일                                                                       | 캠벨 10, 웨일스 6                                                                          | 스펙트럼                                                                       | 17,380                                                                         | 필라델피아 플라이어스                                                          | 펜실베이니아주 필라델피아                                                      | 브렛 헐                                                                        | 세인트루이스 블루스                                                            |
| 1993 | 2월 6일                                                                        | 웨일스 16, 캠벨 6                                                                          | 몬트리올 포럼                                                                  | 17,137                                                                         | 카나디앵 드 몽레알                                                             | 퀘벡주 몬트리올                                                                | 마이크 가트너                                                                  | 뉴욕 레인저스                                                                  |
| 1994 | 1월 22일                                                                       | 동부 9, 서부 8                                                                             | 매디슨 스퀘어 가든                                                             | 18,200                                                                         | 뉴욕 레인저스                                                                  | 뉴욕주 뉴욕                                                                    | 마이크 리히터                                                                  | 뉴욕 레인저스                                                                  |
| 1995 | 파업으로 인해 개최되지 않다.                                                   | 파업으로 인해 개최되지 않다.                                                               | 파업으로 인해 개최되지 않다.                                                   | 파업으로 인해 개최되지 않다.                                                   | 파업으로 인해 개최되지 않다.                                                   | 파업으로 인해 개최되지 않다.                                                   | 파업으로 인해 개최되지 않다.                                                   | 파업으로 인해 개최되지 않다.                                                   |
| 1996 | 1월 20일                                                                       | 동부 5, 서부 4                                                                             | 플리트센터                                                                     | 17,565                                                                         | 보스턴 브루인스                                                                | 매사추세츠주 보스턴                                                            | 레이 부케                                                                      | 보스턴 브루인스                                                                |
| 1997 | 1월 18일                                                                       | 동부 11, 서부 7                                                                            | 산호세 아레나                                                                  | 17,442                                                                         | 산호세 샤크스                                                                  | 캘리포니아주 산호세                                                            | 마크 레치                                                                      | 카나디앵 드 몽레알                                                             |
| 1998 | 1월 18일                                                                       | 북미 8, 월드 7                                                                             | 제너럴 모터스 플레이스                                                         | 18,422                                                                         | 밴쿠버 캐넉스                                                                  | 브리티시컬럼비아주 밴쿠버                                                      | 티무 세란느                                                                    | 마이티 덕스 오브 애너하임                                                      |
| 1999 | 1월 24일                                                                       | 북미 8, 월드 6                                                                             | 아이스 팰리스 아레나                                                           | 19,758                                                                         | 탬파베이 라이트닝                                                              | 플로리다주 탬파                                                                | 웨인 그레츠키                                                                  | 뉴욕 레인저스                                                                  |
| 2000 | 2월 6일                                                                        | 월드 9, 북미 4                                                                             | 에어 캐나다 센터                                                               | 19,300                                                                         | 토론토 메이플리프스                                                            | 온타리오주 토론토                                                              | 파벨 부레                                                                      | 플로리다 팬서스                                                                |
| 2001 | 2월 4일                                                                        | 북미 14, 월드 12                                                                           | 펩시 센터                                                                      | 18,646                                                                         | 콜로라도 애벌랜치                                                              | 콜로라도주 덴버                                                                | 빌 게린                                                                        | 보스턴 브루인스                                                                |
| 2002 | 2월 2일                                                                        | 월드 8, 북미 5                                                                             | 스테이플스 센터                                                                | 18,118                                                                         | 로스앤젤레스 킹스                                                              | 캘리포니아주 로스앤젤레스                                                      | 에릭 데이즈                                                                    | 시카고 블랙호크스                                                              |
| 2003 | 2월 2일                                                                        | 서부 6, 동부 5 (SO)                                                                        | 오피스 디포 센터                                                               | 19,250                                                                         | 플로리다 팬서스                                                                | 플로리다주 선라이즈                                                            | 대니 히틀리                                                                    | 애틀랜타 스래셔스                                                              |
| 2004 | 2월 8일                                                                        | 동부 6, 서부 4                                                                             | 엑셀 에너지 센터                                                               | 19,434                                                                         | 미네소타 와일드                                                                | 미네소타주 세인트폴                                                            | 조 사킥                                                                        | 콜로라도 애벌랜치                                                              |
| 2005 | 파업으로 인해 개최되지 않다.                                                   | 파업으로 인해 개최되지 않다.                                                               | 파업으로 인해 개최되지 않다.                                                   | 파업으로 인해 개최되지 않다.                                                   | 파업으로 인해 개최되지 않다.                                                   | 파업으로 인해 개최되지 않다.                                                   | 파업으로 인해 개최되지 않다.                                                   | 파업으로 인해 개최되지 않다.                                                   |
| 2006 | 2006년 동계 올림픽으로 인해 개최되지 않다.                                     | 2006년 동계 올림픽으로 인해 개최되지 않다.                                                 | 2006년 동계 올림픽으로 인해 개최되지 않다.                                     | 2006년 동계 올림픽으로 인해 개최되지 않다.                                     | 2006년 동계 올림픽으로 인해 개최되지 않다.                                     | 2006년 동계 올림픽으로 인해 개최되지 않다.                                     | 2006년 동계 올림픽으로 인해 개최되지 않다.                                     | 2006년 동계 올림픽으로 인해 개최되지 않다.                                     |
| 2007 | 1월 24일                                                                       | 서부 12, 동부 9                                                                            | 아메리칸 에어라인스 센터                                                       | 18,532                                                                         | 댈러스 스타스                                                                  | 텍사스주 댈러스                                                                | 다니엘 브리에르                                                                | 버펄로 세이버스                                                                |
| 2008 | 1월 27일                                                                       | 동부 8, 서부 7                                                                             | 필립스 아레나                                                                  | 18,644                                                                         | 애틀랜타 스래셔스                                                              | 조지아주 애틀랜타                                                              | 에릭 스탈                                                                      | 캐롤라이나 허리케인스                                                          |
| 2009 | 1월 25일                                                                       | 동부 12, 서부 11 (SO)                                                                      | 상트르 벨                                                                      | 21,273                                                                         | 카나디앵 드 몽레알                                                             | 퀘벡주 몬트리올                                                                | 알렉세이 코발레프                                                              | 카나디앵 드 몽레알                                                             |
| 2010 | 2010년 동계 올림픽으로 인해 개최되지 않다.                                     | 2010년 동계 올림픽으로 인해 개최되지 않다.                                                 | 2010년 동계 올림픽으로 인해 개최되지 않다.                                     | 2010년 동계 올림픽으로 인해 개최되지 않다.                                     | 2010년 동계 올림픽으로 인해 개최되지 않다.                                     | 2010년 동계 올림픽으로 인해 개최되지 않다.                                     | 2010년 동계 올림픽으로 인해 개최되지 않다.                                     | 2010년 동계 올림픽으로 인해 개최되지 않다.                                     |
| 2011 | 1월 30일                                                                       | 팀 리드스트롬 11, 팀 스탈 10                                                               | RBC 센터                                                                       | 18,680                                                                         | 캐롤라이나 허리케인스                                                          | 노스캐롤라이나주 롤리                                                          | 패트릭 샤프                                                                    | 시카고 블랙호크스                                                              |
| 2012 | 1월 29일                                                                       | 팀 차라 12, 팀 알프레드손 9                                                                | 스코샤 뱅크 플레이스                                                           | 20,510                                                                         | 오타와 세너터스                                                                | 온타리오주 오타와                                                              | 마리안 가보릭                                                                  | 뉴욕 레인저스                                                                  |
| 2013 | 파업으로 인해 개최되지 않다.                                                   | 파업으로 인해 개최되지 않다.                                                               | 파업으로 인해 개최되지 않다.                                                   | 파업으로 인해 개최되지 않다.                                                   | 파업으로 인해 개최되지 않다.                                                   | 파업으로 인해 개최되지 않다.                                                   | 파업으로 인해 개최되지 않다.                                                   | 파업으로 인해 개최되지 않다.                                                   |
| 2014 | 2014년 동계 올림픽으로 인해 개최되지 않다.                                     | 2014년 동계 올림픽으로 인해 개최되지 않다.                                                 | 2014년 동계 올림픽으로 인해 개최되지 않다.                                     | 2014년 동계 올림픽으로 인해 개최되지 않다.                                     | 2014년 동계 올림픽으로 인해 개최되지 않다.                                     | 2014년 동계 올림픽으로 인해 개최되지 않다.                                     | 2014년 동계 올림픽으로 인해 개최되지 않다.                                     | 2014년 동계 올림픽으로 인해 개최되지 않다.                                     |
| 2015 | 1월 25일                                                                       | 팀 테이스 17, 팀 폴리노 12                                                                 | 네이션와이드 아레나                                                            | 18,901                                                                         | 콜럼버스 블루재키츠                                                            | 오하이오주 콜럼버스                                                            | 라이언 요한슨                                                                  | 콜럼버스 블루재키츠                                                            |
| 2016 | 1월 31일                                                                       | 팀 애틀랜틱 4, 팀 메트로폴리탄 3 팀 센트럴 9, 팀 퍼시픽 6 팀 퍼시픽 1, 팀 애틀랜틱 0       | 브리지스톤 아레나                                                              | 17,139                                                                         | 내슈빌 프레더터스                                                              | 테네시주 내슈빌                                                                | 존 스캇                                                                        | 빈칸                                                                           |
| 2017 | 1월 29일                                                                       | 팀 퍼시픽 10, 팀 센트럴 3 팀 메트로폴리탄 10, 팀 애틀랜틱 6 팀 메트로폴리탄 4, 팀 퍼시픽 3 | 스테이플스 센터                                                                | 18,118                                                                         | 로스앤젤레스 킹스                                                              | 캘리포니아주 로스앤젤레스                                                      | 웨인 시몬스                                                                    | 필라델피아 플라이어스                                                          |
| 2018 | 1월 28일                                                                       | 팀 퍼시픽 5, 팀 센트럴 2 팀 애틀랜틱 7, 팀 메트로폴리탄 4 팀 퍼시픽 5, 팀 애틀랜틱 2       | 아말리 아레나                                                                  | 19,092                                                                         | 탬파베이 라이트닝                                                              | 플로리다주 탬파                                                                | 브룩 부에세르                                                                  | 벤쿠버 캐넉스                                                                  |
| 2019 | 1월 26일                                                                       | 팀 센트럴 10, 팀 퍼시픽 4 팀 메트로폴리탄 7, 팀 애틀랜틱 4 팀 메트로폴리탄 10, 팀 센트럴 5 | SAP 센터 앳 산호세                                                             | 17,562                                                                         | 산호세 샤크스                                                                  | 캘리포니아주 산호세                                                            | 시드니 크로즈비                                                                | 피츠버그 펭귄스                                                                |

## 영스타즈 게임
| 연도 | 결과                                       | 경기장                                     | 개최팀                                     | 개최지                                     | MVP                                        | 소속팀                                     |
| ---- | ------------------------------------------ | ------------------------------------------ | ------------------------------------------ | ------------------------------------------ | ------------------------------------------ | ------------------------------------------ |
| 2002 | 팀 멜로즈 13, 팀 폭스 7                    | 스테이플스 센터                            | 로스앤젤레스 킹스                          | 캘리포니아주 로스앤젤레스                  | 일야 코발척                                | 애틀랜타 스래셔스                          |
| 2003 | 동부 8, 서부 3                             | 오피스 디포 센터                           | 플로리다 팬서스                            | 플로리다주 선라이즈                        | 브라이언 수더비                            | 워싱턴 캐피털스                            |
| 2004 | 서부 7, 동부 3                             | 엑셀 에너지 센터                           | 미네소타 와일드                            | 미네소타주 세인트폴                        | 피넬 소베                                  | 콜로라도 애벌랜치                          |
| 2005 | 파업으로 인해 개최되지 않다.               | 파업으로 인해 개최되지 않다.               | 파업으로 인해 개최되지 않다.               | 파업으로 인해 개최되지 않다.               | 파업으로 인해 개최되지 않다.               | 파업으로 인해 개최되지 않다.               |
| 2006 | 2006년 동계 올림픽으로 인해 개최되지 않다. | 2006년 동계 올림픽으로 인해 개최되지 않다. | 2006년 동계 올림픽으로 인해 개최되지 않다. | 2006년 동계 올림픽으로 인해 개최되지 않다. | 2006년 동계 올림픽으로 인해 개최되지 않다. | 2006년 동계 올림픽으로 인해 개최되지 않다. |
| 2007 | 동부 9, 서부 8                             | 아메리칸 에어라인스 센터                   | 댈러스 스타스                              | 텍사스주 댈러스                            | 잭 패리스                                  | 뉴저지 데블스                              |
| 2008 | 동부 7, 서부 6                             | 필립스 아레나                              | 애틀랜타 스래셔스                          | 조지아주 애틀랜타                          | 브랜든 뒤빈스키                            | 뉴욕 레인저스                              |
| 2009 | 루키 영스타즈 9, 소포모어 영스타즈 5       | 상트르 벨                                  | 카나디앵 드 몽레알                         | 퀘벡주 몬트리올                            | 블레이크 휠러                              | 보스턴 브루인스                            |